# Élections constituantes de 1946 en Maine-et-Loire
Les élections constituantes françaises de 1946 se tiennent le 2 juin. Ce sont les deuxièmes élections constituantes, après le rejet du projet de Constitution française du 19 avril 1946 lors du référendum du 5 mai.

## Mode de scrutin
L'assemblée constituante est composée de 586 sièges pourvus au scrutin proportionnel plurinominal suivant la règle de la plus forte moyenne dans chaque département, sans panachage ni vote préférentiel.
Dans le département de Maine-et-Loire, six députés sont à élire.

## Élus
| Député sortant      | Parti | Parti | Député élu ou réélu | Parti | Parti |
| ------------------- | ----- | ----- | ------------------- | ----- | ----- |
| Auguste Allonneau   |       | SFIO  | Auguste Allonneau   |       | SFIO  |
| Charles Barangé     |       | MRP   | Charles Barangé     |       | MRP   |
| Joseph Le Sciellour |       | MRP   | Joseph Le Sciellour |       | MRP   |
| Joseph Barbary      |       | MRP   | Louis Asseray       |       | MRP   |
| Étienne de Raulin   |       | UDSR  | Emmanuel Clairefond |       | MRP   |
| Bernard Huet        |       | PRL   | Georges Morand      |       | PCF   |

## Résultats

### Résultats à l'échelle du département
| Parti    | Parti                                             | Tête de liste            | Résultats | Résultats | Sièges |  |
| Parti    | Parti                                             | Tête de liste            | Voix      | %         |        |  |
| -------- | ------------------------------------------------- | ------------------------ | --------- | --------- | ------ |  |
|          | Mouvement républicain populaire                   | Charles Barangé          | 108 674   | 44,07     | 4 1    |  |
|          | Section française de l'Internationale ouvrière    | Auguste Allonneau        | 42 621    | 17,29     | 1      |  |
|          | Parti communiste français                         | Georges Morand           | 25 682    | 10,42     | 1 1    |  |
|          | Parti républicain de la liberté                   | Marie-Joseph Darmaillacq | 24 944    | 10,12     | - 1    |  |
|          | Union démocratique et socialiste de la Résistance | Étienne de Raulin        | 20 121    | 8,16      | - 1    |  |
|          | Parti paysan d'union sociale                      | Henri Dèze               | 13 433    | 5,45      | -      |  |
|          | Parti républicain, radical et radical-socialiste  | Henri Raimbault          | 11 109    | 4,51      | -      |  |
|          |                                                   |                          |           |           |        |  |
| Inscrits | Inscrits                                          | Inscrits                 | 309 810   | 100,00    | 6      |  |
| Votants  | Votants                                           | Votants                  | 250 765   | 80,94     |        |  |
| Exprimés | Exprimés                                          | Exprimés                 | 246 584   | 98,33     |        |  |